# Natività (Romanino)
La Natività è un dipinto olio su tela di Girolamo Romani detto Romanino conservato nella pinacoteca Tosio Martinengo di Brescia nella sala VIII dedicata alle grandi opere del Romanino e del Moretto, realizzato intorno al 1545.

## Storia
Il dipinto era stato commissionato per la cappella dell'Immacolata Concezione della chiesa di San Giuseppe di Brescia, al Romanino quando questi doveva avere circa sessant'anni quindi nel pieno della sua maturità artistica. La tela precede la costruzione della Loggia bresciana posta in prossimità della chiesa, e questo potrebbe essere indicativo della raffigurazione di un fabbricato sicuramente bisognoso di rinnovamento.
La tela si conserva nella sala della pinacoteca dedicata ai due più grandi artisti bresciani del Cinquecento.

## Descrizione e stile
L'opera è da considerarsi un lavoro maturo dell'artista. La collocazione originale nella cappella dedicata all'immacolata Concezione aiuta a meglio comprendere il messaggio che doveva manifestare. Ed è proprio il significato della purezza della Vergine la virtù che l'artista vuole raffigurare, il suo concepimento senza peccato per essere pura ad accogliere nel grembo il figlio di Dio. Per questo l'artista ha inserito nell'opera molti elementi che riportano proprio a questo mistero della chiesa.
La scena si svolge in un ambiente crepuscolare, in un ambiente classico con un arco posto sul lato sinistro, e una struttura in costruzione in quello destro. Lontano, tra due monti, il sole al tramonto che illumina un gregge di pecore. I presepi posti in ambienti notturni è molto presente nell'arte fiamminga, risale al racconto delle visioni di santa Brigida di Svezia, che diceva che il parto della Madonna fosse stato indolore e che la donna non avesse perso la verginità, ma tutto si sarebbe svolto con la musica divina degli angeli del paradiso.
Ma il vero protagonista della tela è il manto della Vergine grigio perlato che riempie molta parte dell'opera sul lato destro inferiore. Era questo il periodo in cui l'artista amava curare i colori lucidi e luminosi, che prendevano risalto nel contrasto con i colori scuri. La Madonna posta in primissimo piano, è in preghiera e inginocchiata davanti al Bambino Gesù che è adagiato sul manto della donna stessa, manto che nella sua grandezza unisce le due figure. L'abito che indossa è rosso, colore che indica il dolore. Il manto luminoso è la fonte di luce che unisce i due personaggi.
San Giuseppe è posto sul lato sinistro della tela avvolto in un luminoso manto giallo ocra.  Volge lo sguardo verso due pastori che sono alle spalle dei personaggi, probabilmente rappresentano i frati minori protestanti che gestivano la chiesa, quasi a voler rispondere alle loro domande riguardanti lo straordinario evento di cui sono testimoni. Poco visibile è la testa di un asino e di un bue. La tela si conclude con tre angeli che reggono un cartiglio dove sono scritte alcune lode musicali.
Particolarmente interessante è la presenza di una civetta posta sull'imposta dell'arco ad annunciare il sacrificio salvifico, è infatti la civetta, come animale delle tenebre, simbolo di Cristo che salverà l'umanità dalle tenebre della morte.